# 신도 다쓰야
신도 다쓰야(일본어: 進藤 達哉, 1970년 1월 14일 ~ )는 일본의 전 프로 야구 선수이자 야구 지도자이다. 도야마현 다카오카시 출신이며 현역 시절 포지션은 내야수였다.
2014년부터 2016년까지 요코하마 DeNA 베이스타스의 1군 타격 코치 겸 작전 담당, 1군 수석 코치를 맡았다.

## 경력

### 프로 입단 전
다카오카 상업고등학교 시절에는 클린업을 맡았고 팀 동료는 오야마 쓰토무, 호시바 다카히사가 있다. 제69회 전국 고등학교 야구 선수권 대회에 출전하여 1차전인 나가사키 상업고등학교와의 경기에서 선제 적시타를 때려냈고 3차전은 훗날 팀 동료가 되는 노무라 히로시가 소속된 PL가쿠엔 고등학교와 맞붙었지만 패했다. 남들보다 뛰어난 수비를 보여줬다는 평가를 받아 1987년에 드래프트 번외로 요코하마 다이요 웨일스에 입단했다.

### 다이요·요코하마 시절
1988년에 신인이면서도 1군에 첫 승격(같은 연배이자 다이요에 같이 입단한 모리타 고키와 노무라 히로시도 고졸 신인으로서의 1군 승격을 이뤄냈다)했고 이듬해 1989년부터는 대기 선수로서 1군에 정착, 1992년에는 주전 유격수 자리를 다카하시 마사히로에게서 빼앗아 팀내 주전으로서 활약하는 등 시즌 두 자릿수 홈런(11개)을 기록했다. 이듬해 1993년에는 처음으로 규정 타석에 도달했고 그 다음해인 1994년에는 시즌 대부분을 1번 타자로서 출전했다. 하지만 시즌 중반에 오른쪽 어깨를 다치면서 당시 신인이던 하루 도시오에게 포지션을 빼앗겼지만 시즌 종반에 복귀했고 이듬해 1995년에는 주로 하위 타선에 출전하면서 자신으로서 두 번째로 규정 타석을 채웠다.
1996년, 그 해에 감독으로 취임한 오야 아키히코의 내야 수비 위치 변경안에 의해서 3년 연속으로 3루수로서 골든 글러브상을 수상해왔던 이시이 다쿠로는 유격수로, 2루수인 로버트 로즈는 3루수로, 그리고 신도가 2루수로 변경됐지만 2루 수비 도중 송구가 정반대쪽으로 던진 영향으로 등근육을 다치게 되면서 로즈도 3루에서 실책을 연발했기 때문에 로즈를 2루로 되돌려보내고 신도가 3루 수비를 맡게 됐다. 하지만 그 후에도 부상이 계속돼 규정 타석에는 미치지 못했다.
1997년에는 개막 이후부터 타격 호조를 이뤄 타율 상위에 랭크돼 있었지만 머리 부분에 사구를 맞은 이후엔 극도의 부진을 겪었다. 1998년 7월 8일 한신 타이거스전에서 전날인 7일에 시즌 무실점 기록과 연속 세이브 기록이 중단된 마무리 투수였던 사사키 가즈히로가 전날에 이어 1아웃 2루 상황에 위기를 맞이했는데 야노 아키히로에게 3루수와 유격수 사이에 안타성 타구를 맞았다. 팀의 절대적인 승부 패턴이 흔들린 시즌의 터닝 포인트가 됐던 장면이었으나 3루수인 신도가 땅볼을 옆쪽에서 날아들어 호수비를 보여줬고 그 자리에서 1루로 송구, 아웃시켜 팀의 위기를 구했다. 이시이, 로즈, 고마다 노리히로 등과 함께 당시 12개 구단 가운데서도 최강의 수비력이라 불린 요코하마 내야진의 3루수로서 호수비를 펼치는 등 팀을 38년 만의 리그 우승과 일본 시리즈 우승에 큰 기여를 했다. 타격에서도 모두 개인 최고 성적이 되는 타율 2할 4푼 1리, 14홈런, 54타점을 기록했고 팀의 리그 우승이 결정된 경기에서도 승리 타점을 때려내는 등 ‘머신건 타선’의 일원으로서 맹활약했다.
1999년에는 아르키메데스 포조의 입단에 의해 선발에서 제외되는 경우가 많아지면서 규정 타석 미달로 끝났지만 타율 2할 8푼 6리를 기록했다. 당시에는 팀 타율의 일본 신기록을 낸 타선의 7번 타자로서 활약했다. 오프에는 FA를 선언하면서 오릭스 블루웨이브, 세이부 라이온스, 지바 롯데 마린스 등이 영입에 나섰지만 2루수로서의 출장을 강력하게 희망했던 신도에 대해 오릭스는 골든 글러브상을 차지한 3루수로서의 기용을 예정하고 있었던 탓에 교섭은 결렬됐다. 세이부, 지바 롯데도 이미 편성을 종료했기 때문에 방향을 선회하여 요코하마에 잔류했다. 신도의 잔류에 따라 당시 요코하마에 FA 이적이 가장 유력시 됐던 에토 아키라는 3루수 포지션이 신도와 겹치게 되면서 요미우리 자이언츠로 이적하게 됐다. 1997년부터 1999년까지 3루수 부문에서 골든 글러브상을 3년 연속으로 수상했다.
2000년에는 오른쪽 발목에 부상을 입으면서 겨우 59경기에 출전했고 타율도 2할 2푼 4리, 홈런 2개에 그쳤다.

### 오릭스 시절
2001년에 도카노 히사시, 아라이 기요시와 함께 오가와 히로후미, 스기모토 유, 마에다 가즈유키와의 3대 3 맞트레이드로 오릭스 블루웨이브에 이적했다. 감독인 오기 아키라의 기대의 표현으로서 후쿠모토 유타카 이래 사실상의 영구 결번인 등번호 7번을 후쿠모토가 승낙한 뒤에 착용했다. 2003년 시즌 끝으로 현역에서 은퇴했다.

### 그 후
2004년부터 감독인 야마시타 다이스케의 부름을 받고 친정팀 요코하마의 내야 수비 코치로 발탁하여 2007년까지 맡았고 2008년부터 요코하마의 스카우트로 활동했다. 2010년에는 출신지인 도야마현의 도야마 선더버즈 코치로 취임했고 2012년에는 감독으로 승격했다.
2013년 10월에 도야마 선더버즈 감독직에서 물러났고 이듬해인 2014년에 요코하마 DeNA 베이스타스의 1군 타격 코치 겸 작전 담당으로 부임했다. 2015년부터 1군 수석 코치를 맡으면서 이듬해 2016년에는 구단으로선 11년 만에 팀을 3위에 오르는 공헌을 했으며 2016년 시즌 종료 후 코치직에서 물러났다. 2017년에는 요코하마 DeNA 베이스타스 GM 보좌 겸 편성부장으로 이동했다.
2019년부터 구단 편성부장으로 부임했다.

## 상세 정보

### 출신 학교
- 도야마 현립 다카오카 상업고등학교

### 선수 경력
- 요코하마 다이요 웨일스·요코하마 베이스타스(1988년 ~ 2000년)
- 오릭스 블루웨이브(2001년 ~ 2003년)

### 지도자 경력
- 요코하마 베이스타스 내야 수비 코치(2004년 ~ 2007년)
- 도야마 선더버즈 코치(2010년 ~ 2011년)
- 도야마 선더버즈 감독(2012년 ~ 2013년)
- 요코하마 DeNA 베이스타스 1군 코치(2014년 ~ 2016년)

### 수상·타이틀 경력
- 골든 글러브상 : 3회(1997년 ~ 1999년)

### 개인 기록

#### 첫 기록
- 첫 출장 : 1988년 10월 20일, 대 야쿠르트 스왈로스 24차전(요코하마 스타디움), 9회초에 2루수로서 출장
- 첫 안타 : 1989년 5월 12일, 대 주니치 드래곤스 5차전(요코하마 스타디움), 8회말에 야마모토 마사로부터 2루타
- 첫 타점 : 1989년 6월 4일, 대 히로시마 도요 카프 9차전(아키타 시영 야바세 구장), 8회초에 다나베 마나부의 대타로서 출장, 기요카와 에이지로부터 적시타
- 첫 선발 출장 : 1989년 6월 7일, 대 요미우리 자이언츠 9차전(요코하마 스타디움), 8번·유격수로서 선발 출장
- 첫 홈런 : 1989년 9월 6일, 대 요미우리 자이언츠 20차전(요코하마 스타디움), 5회말에 구와타 마스미로부터

#### 기록 달성 경력
- 통산 1000경기 출장 : 2000년 5월 5일, 대 주니치 드래곤스 6차전(나고야 돔), 7번·3루수로서 선발 출장 ※역대 356번째
- 통산 100홈런 : 2003년 4월 29일, 대 오사카 긴테쓰 버펄로스 5차전(Yahoo! BB 스타디움), 7회말에 야마모토 쇼고로부터 우월 2점 홈런 ※역대 227번째

### 등번호
- 36(1988년 ~ 1992년)
- 1(1993년 ~ 2000년)
- 7(2001년 ~ 2003년)[7]
- 82(2004년 ~ 2007년)
- 78(2014년 ~ 2016년)

### 연도별 타격 성적
| 연 도       | 소 속           | 경 기 | 타 석 | 타 수 | 득 점 | 안 타 | 2 루 타 | 3 루 타 | 홈 런 | 루 타 | 타 점 | 도 루 | 도 루 자 | 희 생 번 | 희 생 플 | 볼 넷 | 고 4 | 사 구 | 삼 진 | 병 살 타 | 타 율 | 출 루 율 | 장 타 율 | O P S |
| ----------- | --------------- | ----- | ----- | ----- | ----- | ----- | ------- | ------- | ----- | ----- | ----- | ----- | -------- | -------- | -------- | ----- | ---- | ----- | ----- | -------- | ----- | -------- | -------- | ----- |
| 1988년      | 다이요 요코하마 | 1     | 0     | 0     | 0     | 0     | 0       | 0       | 0     | 0     | 0     | 0     | 0        | 0        | 0        | 0     | 0    | 0     | 0     | 0        | ----  | ----     | ----     | ----  |
| 1989년      | 다이요 요코하마 | 56    | 91    | 83    | 8     | 20    | 4       | 2       | 2     | 34    | 9     | 0     | 0        | 3        | 0        | 4     | 0    | 0     | 24    | 0        | .241  | .276     | .410     | .686  |
| 1990년      | 다이요 요코하마 | 40    | 136   | 119   | 18    | 31    | 5       | 0       | 2     | 42    | 9     | 3     | 1        | 8        | 0        | 9     | 0    | 0     | 19    | 0        | .261  | .313     | .353     | .665  |
| 1991년      | 다이요 요코하마 | 23    | 47    | 40    | 5     | 7     | 2       | 0       | 1     | 12    | 5     | 1     | 0        | 3        | 0        | 3     | 0    | 1     | 14    | 0        | .175  | .250     | .300     | .550  |
| 1992년      | 다이요 요코하마 | 108   | 388   | 353   | 45    | 87    | 18      | 1       | 11    | 140   | 30    | 7     | 0        | 6        | 0        | 25    | 2    | 4     | 75    | 7        | .246  | .304     | .397     | .700  |
| 1993년      | 다이요 요코하마 | 127   | 472   | 414   | 53    | 94    | 22      | 4       | 12    | 160   | 45    | 3     | 6        | 4        | 1        | 46    | 2    | 7     | 70    | 6        | .227  | .314     | .386     | .701  |
| 1994년      | 다이요 요코하마 | 80    | 327   | 283   | 34    | 67    | 14      | 2       | 4     | 97    | 23    | 3     | 5        | 6        | 2        | 34    | 1    | 2     | 40    | 6        | .237  | .321     | .343     | .664  |
| 1995년      | 다이요 요코하마 | 126   | 456   | 368   | 47    | 80    | 10      | 4       | 11    | 131   | 31    | 5     | 2        | 20       | 2        | 62    | 2    | 4     | 55    | 12       | .217  | .335     | .356     | .691  |
| 1996년      | 다이요 요코하마 | 67    | 238   | 195   | 21    | 51    | 8       | 1       | 2     | 67    | 24    | 4     | 2        | 12       | 0        | 30    | 2    | 1     | 34    | 5        | .262  | .363     | .344     | .706  |
| 1997년      | 다이요 요코하마 | 117   | 423   | 352   | 37    | 83    | 19      | 1       | 10    | 134   | 43    | 9     | 5        | 12       | 5        | 53    | 3    | 1     | 61    | 7        | .236  | .333     | .381     | .714  |
| 1998년      | 다이요 요코하마 | 124   | 456   | 390   | 50    | 94    | 19      | 1       | 14    | 157   | 54    | 0     | 0        | 8        | 3        | 52    | 5    | 2     | 75    | 14       | .241  | .331     | .403     | .734  |
| 1999년      | 다이요 요코하마 | 109   | 370   | 332   | 38    | 95    | 13      | 1       | 14    | 152   | 43    | 1     | 1        | 4        | 4        | 30    | 3    | 0     | 60    | 5        | .286  | .342     | .458     | .799  |
| 2000년      | 다이요 요코하마 | 59    | 147   | 134   | 14    | 30    | 7       | 0       | 2     | 43    | 15    | 0     | 0        | 0        | 0        | 13    | 1    | 0     | 26    | 2        | .224  | .293     | .321     | .613  |
| 2001년      | 오릭스          | 115   | 342   | 302   | 40    | 73    | 17      | 0       | 9     | 117   | 40    | 0     | 2        | 3        | 1        | 35    | 1    | 1     | 65    | 4        | .242  | .322     | .387     | .709  |
| 2002년      | 오릭스          | 121   | 392   | 356   | 35    | 80    | 14      | 0       | 5     | 109   | 29    | 4     | 1        | 10       | 1        | 19    | 1    | 6     | 94    | 6        | .225  | .275     | .306     | .581  |
| 2003년      | 오릭스          | 75    | 134   | 122   | 14    | 25    | 5       | 0       | 5     | 45    | 12    | 2     | 1        | 1        | 0        | 10    | 0    | 1     | 34    | 3        | .205  | .271     | .369     | .640  |
| 통산 : 16년 | 통산 : 16년     | 1348  | 4419  | 3843  | 459   | 917   | 177     | 17      | 104   | 1440  | 412   | 42    | 26       | 100      | 19       | 425   | 23   | 30    | 746   | 77       | .239  | .318     | .375     | .693  |

- 다이요(요코하마 다이요 웨일스)는 1993년에 요코하마(요코하마 베이스타스)로 구단명을 변경